# محمود عبده (كاتب)
محمود عبده، باحث وصحفي وأديب مصري، مدير مؤسسة المعبر للثقافة والإعلام والدراسات بالقاهرة. ولد بمحافظة الشرقية في نوفمبر من عام 1979م.

## حياته
تلقى تعليمه الأساسي، وحفظ جزءا من القرآن الكريم في سن التاسعة من عمره. عرف بالتفوق الدراسي وبعشق القراءة من سن صغيرة. أتم دراسته الثانوية والتحق بكلية الحقوق ثم غير مساره للإعلام، ممارسة ودراسة. بجانب قراءاته في التاريخ والأدب والفلسفة وعلم النفس درس اللغة العربية والعلوم الإسلامية بشتى فروعها ودرس مناهج البحث العلمي دراسة غير أكاديمية. وتعمق في الصراع العربي الصهيوني، والعلوم السياسية. يجيد اللغة العربية والإنجليزية ثم الفرنسية.

## أماكن العمل الصحفي
- سكرتير تحرير سابق بموقع البديل
- جريدة الكرامة القاهرية.
- جريدة صوت الأمة القاهرية
- جريدة الشعب.
- موقع الشبكة العربية محيط.
- جريدة الأنوار الصادرة عن حزب الوفاق القومي
- جريدة وموقع "مصر الجديدة
- باحث بمركز يافا للأبحاث بالقاهرة
- رئيس تحرير جريدة المعبر الالكترونية، سابقاً

## المؤلفات الخاصة المنشورة
- محمد الغزالي داعية النهضة الإسلامية ـ مركز الحضارة لتنمية الفكر الإسلامي ـ بيروت 2009م
- كي لا تكون صهيونية إسلامية ـ مركز يافا للأبحاث والدراسات ـ القاهرة ـ يوليو 2010م
- معذرة فقهاءنا الأجلاء الإسلام لم يحرم بناء الكنائس ـ دار محاكاة ـ دمشق ـ أكتوبر 2010م.
- عبد الرزاق السنهوري أبو القانون وابن الشريعة الإسلامية ـ مركز الحضارة لتنمية الفكر الإسلامي ـ بيروت ـ 2011م.
- أصدقاء إسرائيل في مصر.. دراسة عن الشخصيات العامة المصرية المتعاونة مع الكيان الصهيوني، القاهرة، مكتبة جزيرة الورد، 2012م.[1]
- حصان طروادة على أبواب المحروسة، بيروت، مركز باحث للدراسات، 2013.

## مؤلفات مع آخرين
- ثالوث الشر: الصهيونية، النازية، معاداة السامية، القاهرة، دار سطور، 2005م.
- أربعون عاماً على منظمة التحرير الفلسطينية، بيروت، سلسلة كتاب ملف، 2006م.
- فجر الانتصار، القاهرة، دار الكتاب العربي، 2006.
- النصر المختطف، القاهرة، دار الشروق الدولية 2007.
- ثورة 1936 الفلسطينية، القاهرة، دار المحروسة، 2007م.
- موسوعة القدس، القاهرة، دار الشروق الدولية، 2010م.
- واقع ومستقبل الحركات السلفية في مصر، مركز النيل 2012م
- العدوان الإسرائيلي على غزة تشرين الثاني 2012م، بيروت مركز باحث، 2012م.